# Comarca de Lumbier
Comarca de Lumbier (basc Irunberrialdea) és una comarca de Navarra, que limita al nord amb la comarca de Roncal-Salazar, a l'oest amb les d'Auñamendi i Aoiz i al sud amb la comarca de Sangüesa. Es tracta d'una zona tradicionalment bascòfona on el basc ha anat perdent terreny a començament del segle xx. És formada pels municipis de:
- Urraulgoiti
- Urraulbeiti
- Erromantzatua
- Irunberri